# اشتودنتسن

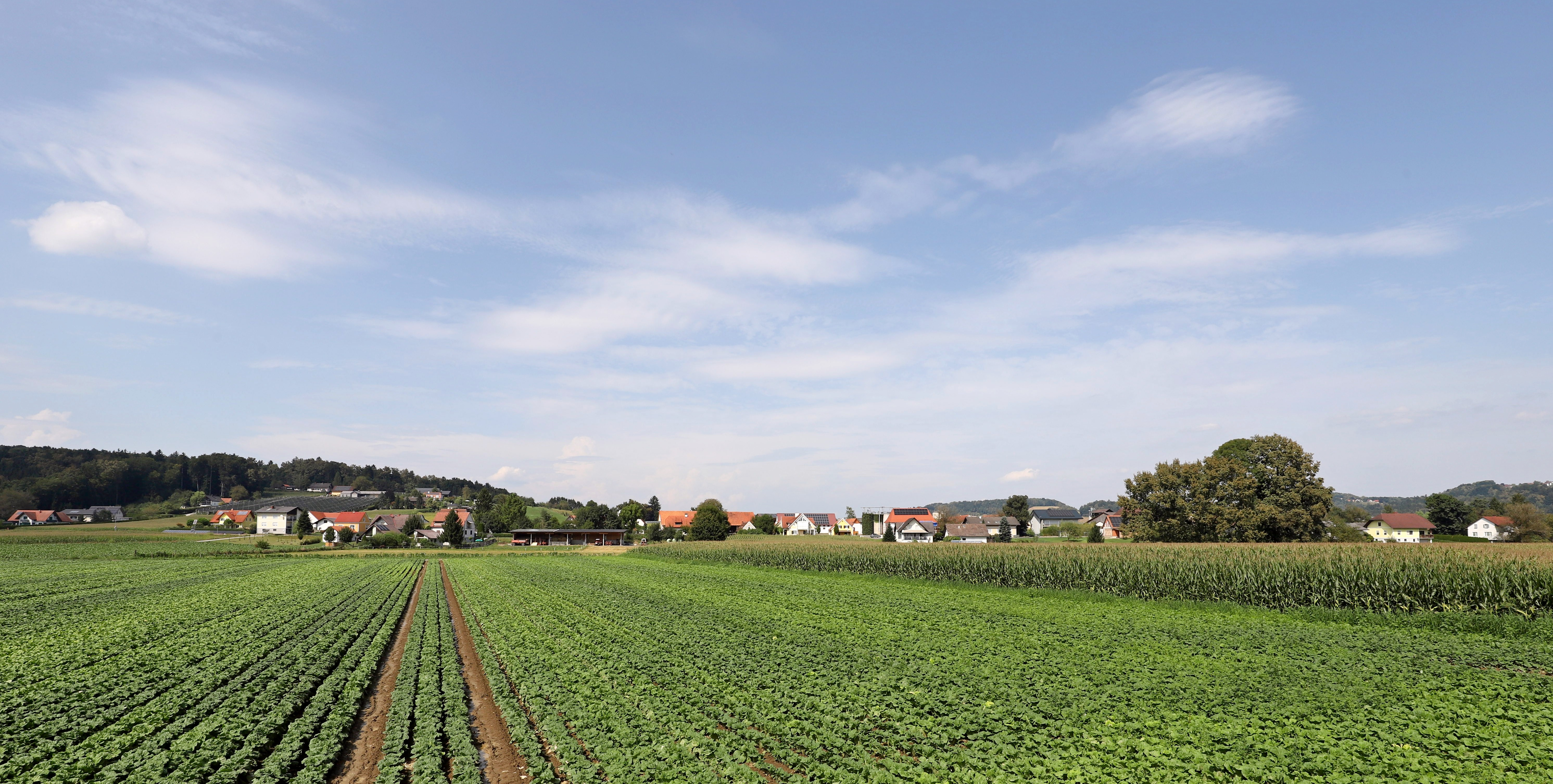

اشتودنتسن (به آلمانی: Studenzen) یک منطقهٔ مسکونی در اتریش است که در زودوست‌اشتایرمارک واقع شده‌است. اشتودنتسن ۵٫۹۲ کیلومتر مربع مساحت دارد ۳۱۰ متر بالاتر از سطح دریا واقع شده‌است.